# Beesewege
Beesewege gehört zur Ortschaft Hohenwulsch und ist ein Ortsteil der Stadt Bismark (Altmark) im Landkreis Stendal in Sachsen-Anhalt.

## Geographie
Beesewege, ein kurzes Straßendorf mit Kirche, liegt 4½ Kilometer östlich der Stadt Bismark (Altmark) und 2 Kilometer südöstlich von Hohenwulsch in der Altmark am Beesegraben, einem Quellbach des Flüsschens Biese.
Nachbarorte sind Bismark (Altmark) im Westen, Arensberg und Hohenwulsch im Nordwesten, Friedrichsfleiß und Friedrichshof im Nordosten, Bülitz im Osten, Kläden im Südosten und Garlipp im Süden.

## Geschichte

### Mittelalter bis Neuzeit
Im Jahr 1273 wurde das Dorf als ville Biswede in einer Urkunde erwähnt, als die Markgrafen Johann II., Otto IV. und Konrad an Dekan und Kapitel von St. Nikolaus in Stendal einen Teil des Dorfes verkauften. Am 16. August 1344 übergab Markgraf Ludwig, Rechte auf Einnahmen aus Biswede, die Nikolas von Bismarck ihm geschenkt hatte, an das Domkapitel von Stendal. 1345 heißt das Dorf Byssewolde. Im Landbuch der Mark Brandenburg von 1375 wird das Dorf als Bysewede mit 15 Hufen aufgeführt. Weitere Nennungen sind 1540 Bisewe, 1608 und 1687 Biesewege, sowie 1804 Beesewege, Biesewege, ein Dorf mit zwei Leinewebern.
Bei der Bodenreform wurden 1945 ermittelt: 24 Besitzungen unter 100 Hektar hatten zusammen 354 Hektar, eine Kirchenbesitzung umfasste 1 Hektar Land.
Am 1. Mai 1958 entstand die erste Landwirtschaftliche Produktionsgenossenschaft, die LPG Typ III „Gute Hoffnung“.

### Andere Ersterwähnung
In einer Chronik des Ortes heißt es, die erste urkundliche Erwähnung geht auf den Bau der Kirche 1261/1262 zurück. Daher feierte das Dorf im Jahr 2011 sein 750-jähriges Jubiläum. Um welche Urkunde es sich dabei handelt, ist nicht veröffentlicht worden.

### Archäologie

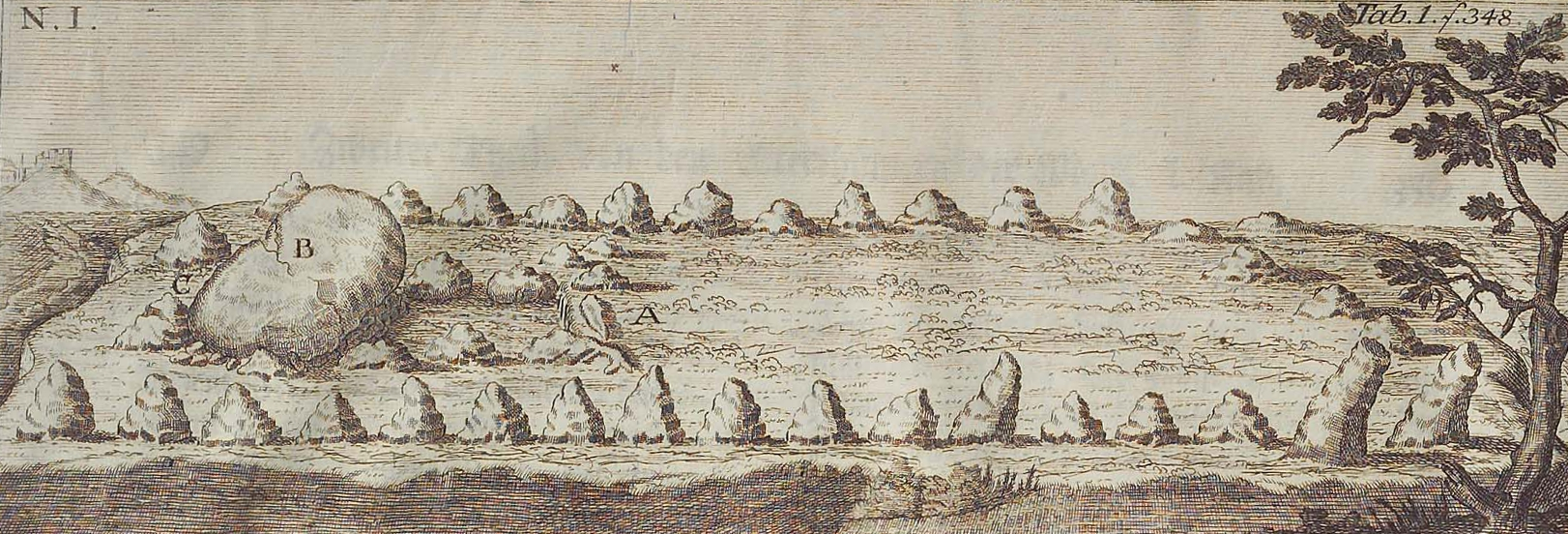
Großsteingrab Beesewege (1751)

Das Großsteingrab Beesewege aus der Jungsteinzeit liegt unweit des Ortes in südöstlicher Richtung. Johann Christoph Bekmann beschrieb es 1751. Dessen Steine wurden 1870 für den Bau der Eisenbahnlinie Bremen–Berlin, der sogenannten Amerikalinie verwendet. Die Grabanlage wurde dadurch fast vollständig zerstört.

### Herkunft des Ortsnamens
Heinrich Sültmann führt die Ortsnamen 1375 bysewede, 1540 besewede, besewedhe zurück auf die Wörter „beese“ für „Binse“ und „wede“ für „Watt“, als eine „flache Stelle im Wasser“ und übersetzt den Namen zu „Furt am Beesegraben“. Andere meinen, der Ortsname bedeutet „Weide an der Beese“.

### Eingemeindungen

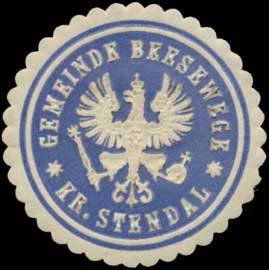
Siegelmarke der Gemeinde Beesewege

Ursprünglich gehörte das Dorf zum Stendalischen Kreis der Mark Brandenburg in der Altmark. Zwischen 1807 und 1813 lag der Ort im Kanton Bismark im Distrikt Stendal auf dem Territorium des napoleonischen Königreichs Westphalen. Ab 1816 gehörte die Gemeinde zum Landkreis Stendal.
Am 20. Juli 1950 wurde die bis dahin eigenständige Gemeinde Beesewege nach Garlipp eingemeindet.
Am 1. Juli 1973 wurde der Ortsteil Beesewege der Gemeinde Hohenwulsch zugeordnet. Mit der Eingemeindung von Hohenwulsch in Bismark (Altmark) am 1. Januar 2010 wurde Beesewege schließlich ein Ortsteil von Bismark (Altmark).

### Einwohnerentwicklung
| Jahr | Einwohner |
| ---- | --------- |
| 1734 | 079       |
| 1772 | 084       |
| 1790 | 069       |
| 1798 | 075       |
| 1801 | 081       |
| 1818 | 056       |
| 1840 | 087       |
| 1864 | 124       |
| 1871 | 151       |

| Jahr | Einwohner |
| ---- | --------- |
| 1885 | 144       |
| 1900 | [00]139   |
| 1910 | [00]154   |
| 1925 | 137       |
| 1939 | 126       |
| 1946 | 187       |
| 1951 | [00]162   |
| 1956 | [00]150   |
| 1993 | [00]115   |

| Jahr | Einwohner |
| ---- | --------- |
| 2004 | [00]75    |
| 2010 | [00]62    |
| 2018 | [00]58    |
| 2020 | [00]56    |
| 2021 | [00]55    |
| 2022 | [0]53     |
| 2023 | [0]52     |

| Jahr                       | 1895 | 1905 |
| Dorf Beesewege             | 143  | 128  |
| Jakobsche Dampfziegelei    | 06   | 05   |
| Neubauersche Dampfziegelei | 04   | 02   |
| Mühle                      |      | 05   |

Quelle, wenn nicht angegeben bis 1946:

## Religion

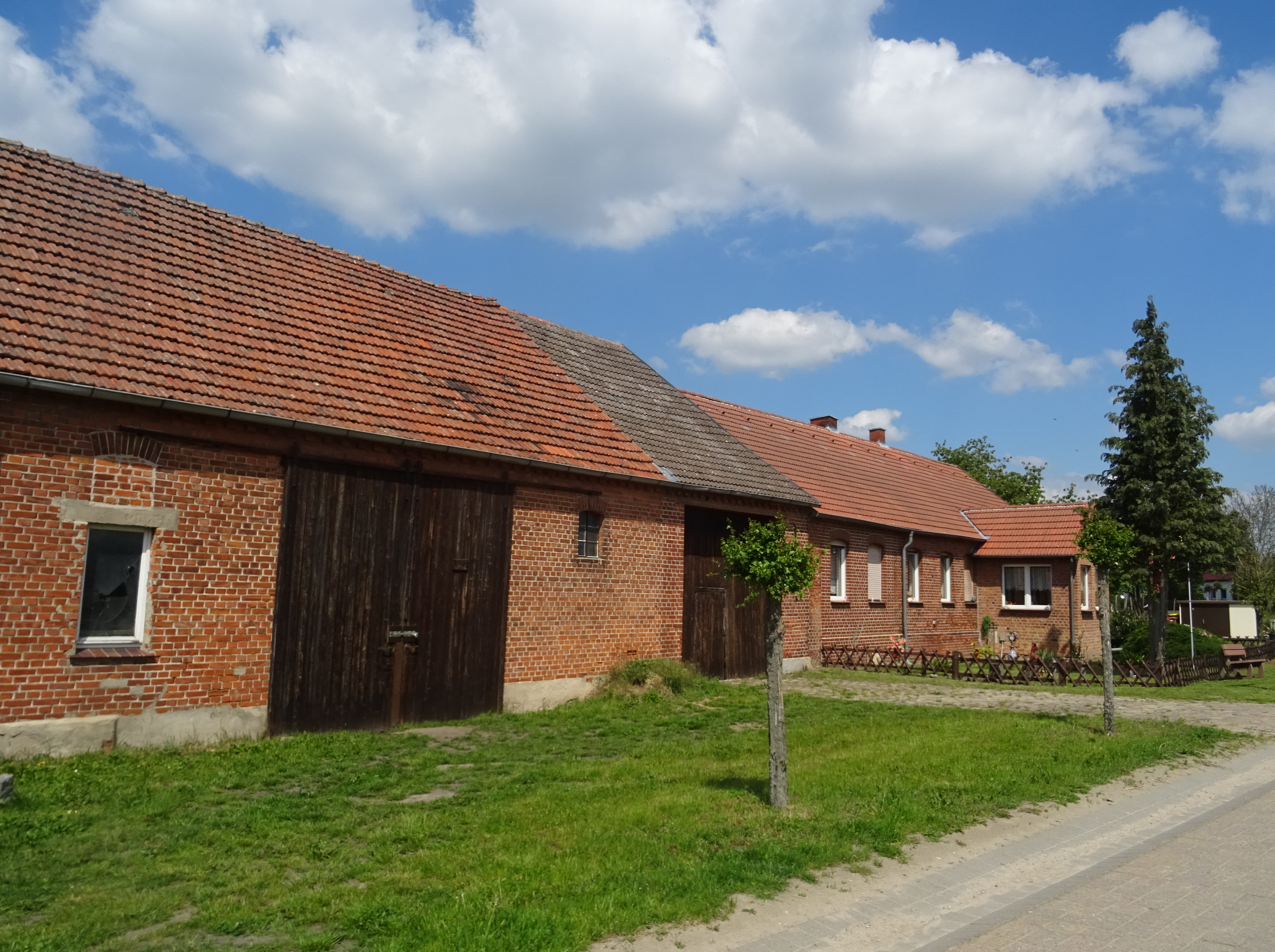
Ehemalige Dorfstraße

Die evangelische Kirchengemeinde Beesewege, die früher zur Pfarrei Garlipp bei Bismark gehörte, wird heute betreut vom Pfarrbereich Garlipp im Kirchenkreis Stendal im Bischofssprengel Magdeburg der Evangelischen Kirche in Mitteldeutschland.
Die ältesten überlieferten Kirchenbücher für Beesewege stammen aus dem Jahre 1868, ältere Einträge bei Garlipp ab 1674 oder 1703.
Die katholischen Christen gehören zur Pfarrei St. Anna in Stendal im Dekanat Stendal im Bistum Magdeburg.

## Kultur und Sehenswürdigkeiten

### Dorfkirche

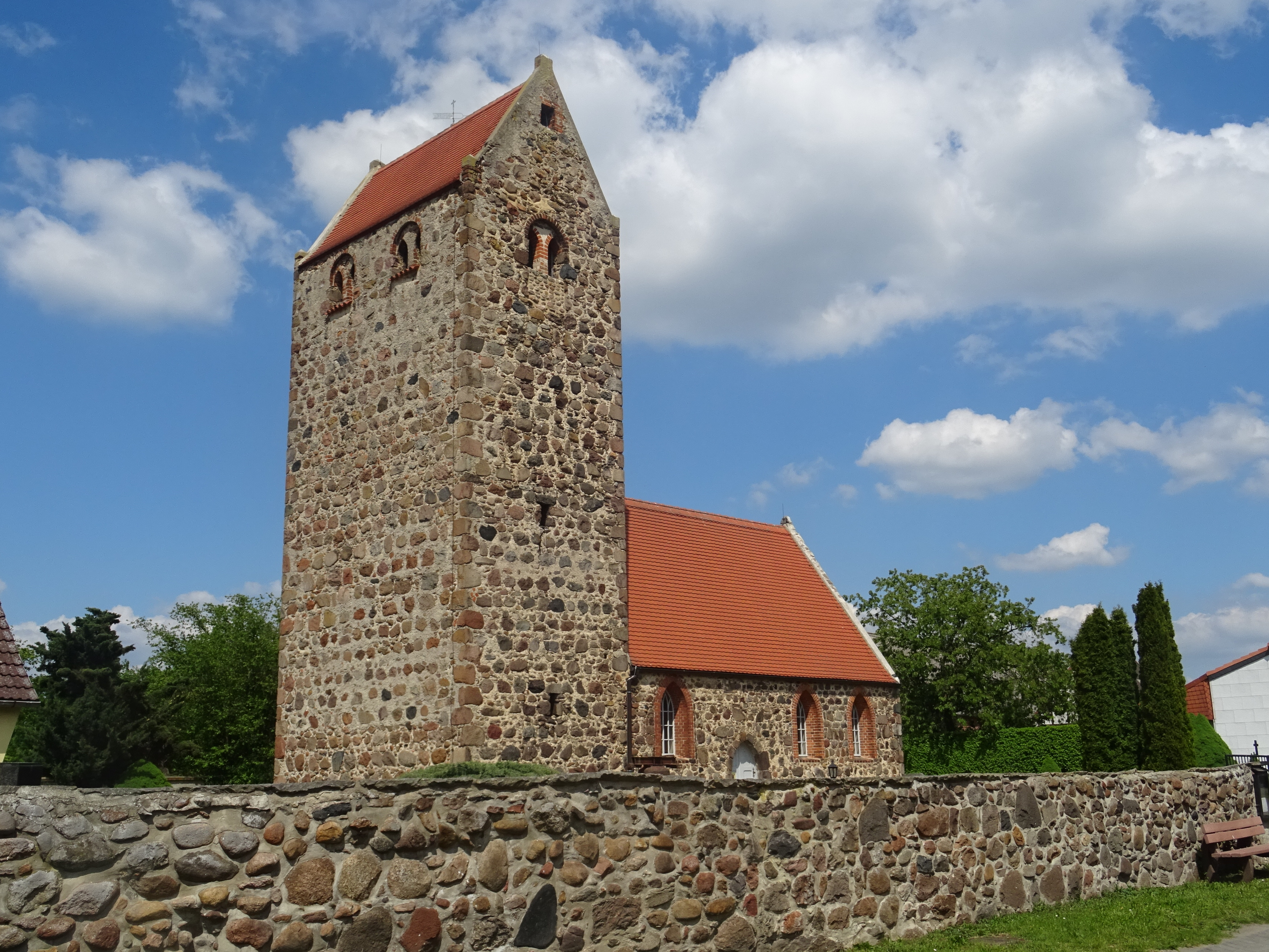
Feldsteinmauer an der Dorfkirche

Die evangelische Dorfkirche Beesewege, eine frühgotische Saalkirche mit Westquerturm, wurde in der Mitte des 13. Jahrhunderts als Feldsteinbau errichtet.  Das Turmuntergeschoss ist mit einem querliegenden Tonnengewölbe geschlossen. Ein spitzbogiges Portal erschließt das Bauwerk auf der Südseite. An der Ostseite sind noch Fensteröffnungen in der bauzeitlichen Form erhalten, die übrigen wurden im 19. Jahrhundert  neugotisch vergrößert. Die Innenausstattung, Altar, Kanzel, Gestühl und Empore stammen aus dem 19. Jahrhundert, die Orgel etwa aus dem Jahre 1900. Die Glocke von 1572 wurde vor Ende des Ersten Weltkrieges eingeschmolzen, die zweite, 1923 in Apolda gegossene Glocke, musste zum Ende des Zweiten Weltkrieges entfernt werden, kam aber zurück und steht heute vor der Kirche. 2001 wurde in Lauchhammer eine neue Bronzeglocke gegossen, die „Heilige Elisabeth“.

### Umgebung
- Die Kirche steht auf dem Ortsfriedhof, der mit einer Feldsteinmauer umgeben ist.
- Im Dorf steht ein Postmeilenstein, der als Kleindenkmal ausgewiesen ist.[4][13]

## Verkehr
Das Dorf ist über die Kreisstraße K 1079, eine im Ort endende Stichstraße, an das Straßennetz angebunden. Es verkehren Linienbusse und Rufbusse von stendalbus.